# Leioproctus hamatus
Leioproctus hamatus är en biart som beskrevs av Maynard 1994. Leioproctus hamatus ingår i släktet Leioproctus och familjen korttungebin. Inga underarter finns listade i Catalogue of Life.

## Bildgalleri

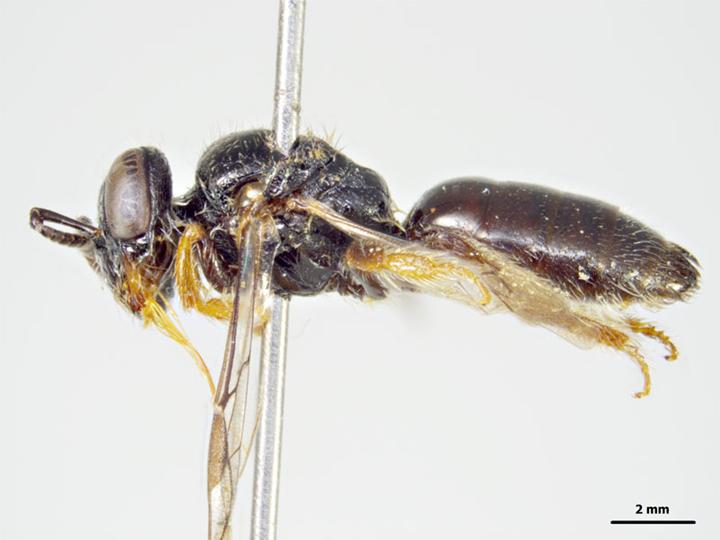